# Tommy Holmgren
Tommy Holmgren (Palohuornas, 1959. január 9. –) válogatott svéd labdarúgó, középpályás. Testvére Tord Holmgren (1957–) válogatott labdarúgó.

## Pályafutása

### Klubcsapatban
1976-ben a Gällivare, 1977 és 1989 között az IFK Göteborg labdarúgója volt. A göteborgi csapattal négy svéd bajnoki címet és három kupagyőzelmet szerzett. Tagja volt az 1981–82-es és az 1986–87-es idényben UEFA-kupagyőztes együttesnek.

### A válogatottban
1981 és 1986 között 26 alkalommal szerepelt a svéd válogatottban.

## Sikerei, díjai
IFK Göteborg
- Svéd bajnokság (Allsvenskan)
  - bajnok (4): 1982, 1983, 1984, 1987
- Svéd kupa (Svenska Cupen)
  - győztes (3): 1979, 1982, 1983
- UEFA-kupa
  - győztes (2): 1981–82, 1986–87